# Mound (Minnesota)
Mound est une ville dans le comté de Hennepin, dans l'État du Minnesota, aux États-Unis.

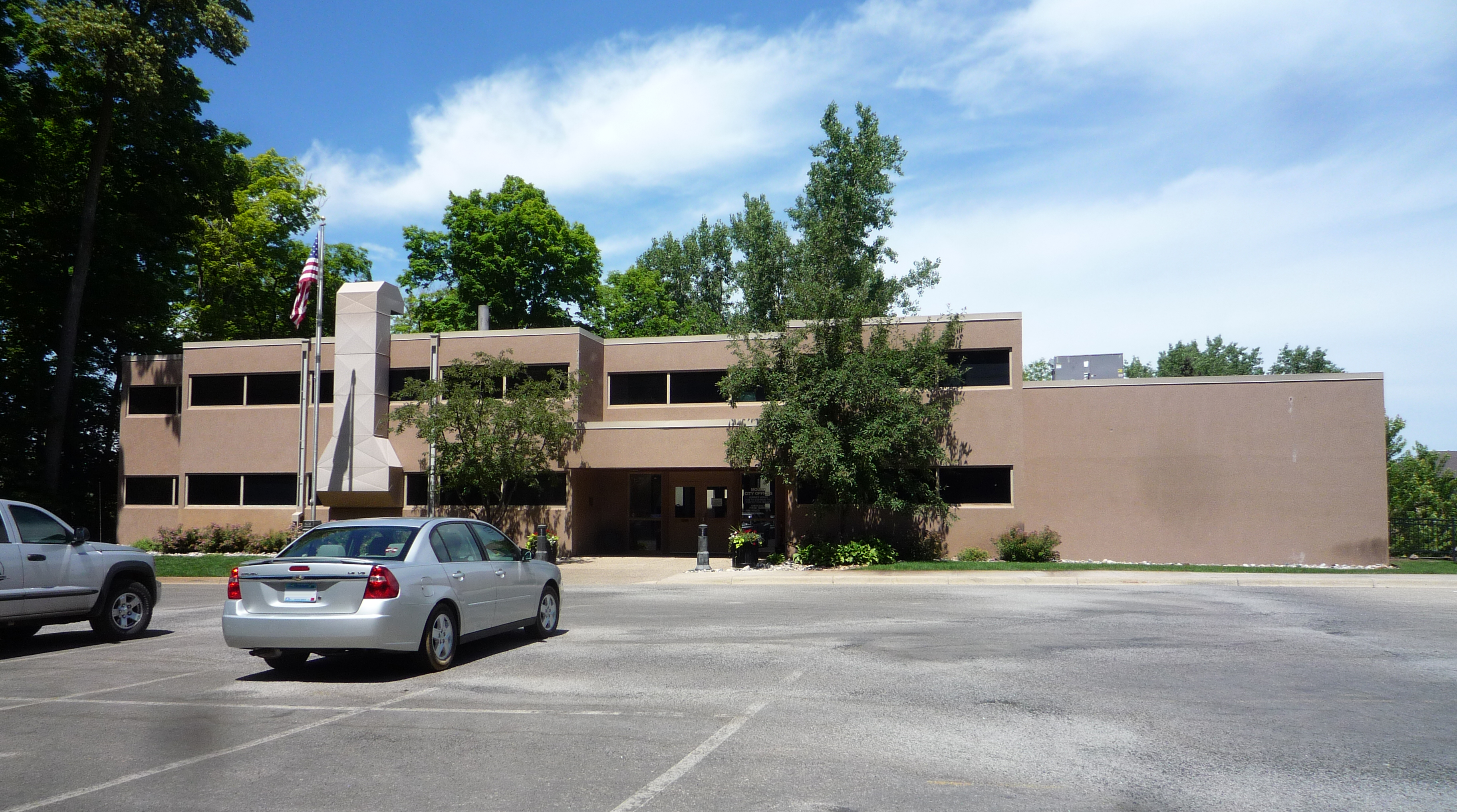
Mairie

## Géographie
Selon le bureau du recensement des États-Unis la ville s'étend sur 12,85 km2.
Mound est située à 32 km à l'ouest de Minneapolis.

## Démographie
D'après les chiffres obtenus lors du recensement de 2010, la ville compte 9 052 habitants. La densité de population est de 704 habitants par kilomètre carré. La population de la ville est composée à 95,8 % de Blancs, à 0,9 % d'Afro-Américains, à 0,3 % d'Amérindiens et à 3,0 % de personnes d'autres origines.
| 2000  | 2010  | - | - | - |
| ----- | ----- | - | - | - |
| 9 435 | 9 052 | - | - | - |

## Économie
Mound est le site historique du fabricant de jouets Tonka Toys, nommé d'après le lac Minnetonka. Le siège de l'entreprise a été déplacé pour faciliter les livraisons.